# Deuterokanoniska skrifter

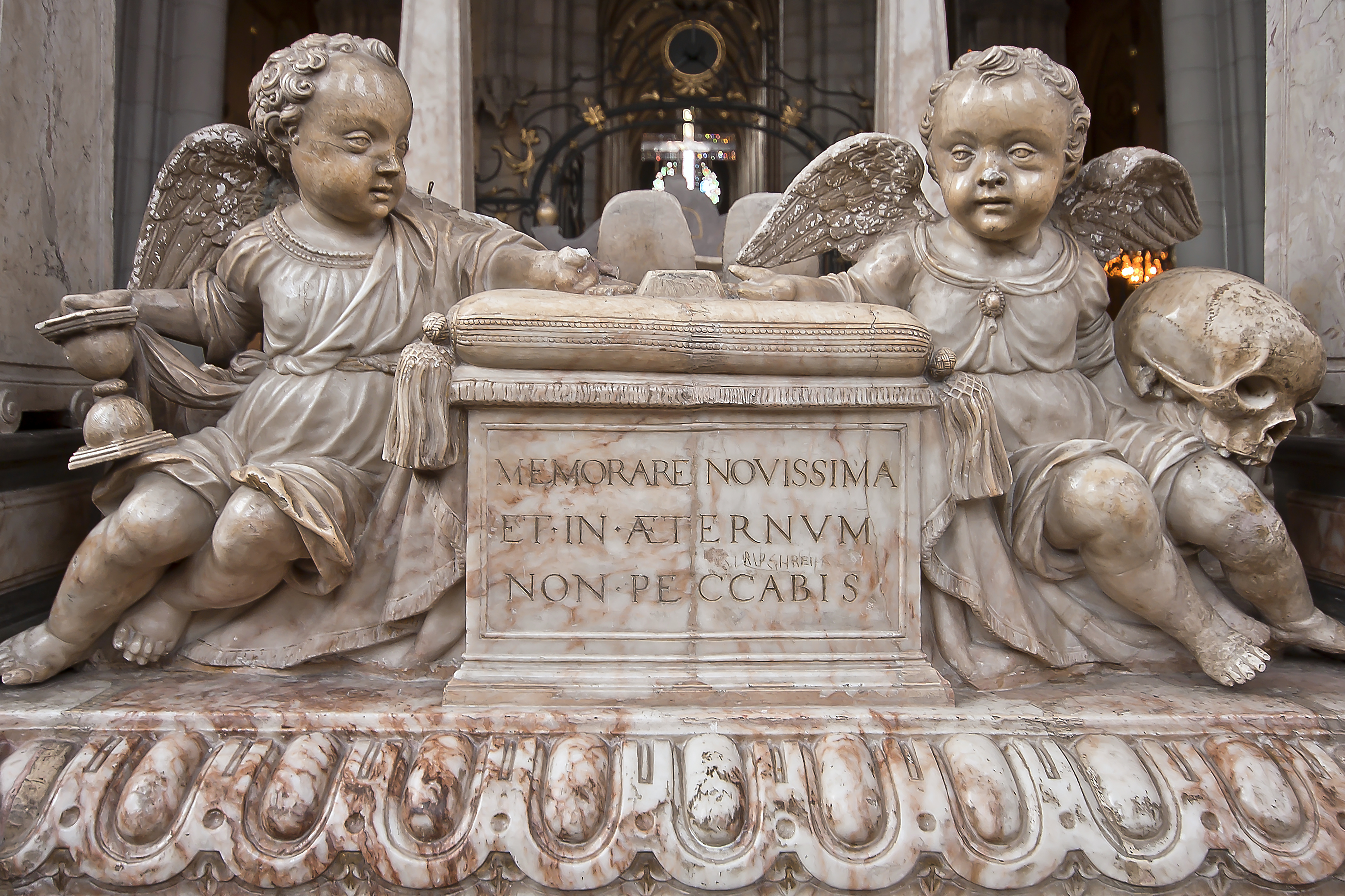
Inskription på Gustav Vasas grav. Texten är från sista versen av kapitel sju i Jesus Syraks vishet enligt den latinska översättningen Vulgata. I Bibel 2000 lyder motsvarande vers Tänk på livets slut i allt vad du gör, då kommer du aldrig någonsin att synda.

Deuterokanoniska skrifter eller deuterokanoniska böcker är vissa bibelskrifter, som inte ingår i den vanliga bibelkanon inom protestantismen. Beteckningen deuterokanonisk ("andra kanon") används framför allt av Romersk-katolska kyrkan och på ortodoxt håll, medan de inom protestantiska kyrkor ofta kallas gammaltestamentliga apokryfer. Beteckningen syftar på att de skrevs senare än övriga Gamla Testamentet, och att man länge bara kände till grekiska manuskript.

## Historisk användning
Dessa böcker ingår inte i den hebreiska Tanach, så som den fastställdes någon gång efter Jerusalems förstörelse 70 e.Kr. Lutherska kyrkor räknar dem som "god och nyttig läsning"[källa behövs], och på 2002 års kyrkomöte noterades att "Historiskt sett har de varit betydelsefulla för den folkliga fromheten", medan reformerta kyrkor inte räknar dem till Bibeln över huvud taget.

## Deuterokanoniska skrifter på svenska
De deuterokanoniska skrifterna ingår i bibelöversättningen Bibel 2000 under benämningen Tillägg till Gamla Testamentet, men inte i Svenska Folkbibeln.

## Innehåll
- Tobit
- Judit
- Ester enligt den grekiska texten
- Första Mackabeerboken
- Andra Mackabeerboken
- Salomos vishet
- Jesus Syraks vishet
- Baruk
- Jeremias brev
- Tillägg till Daniel